# 2dF銀河赤方偏移サーベイ

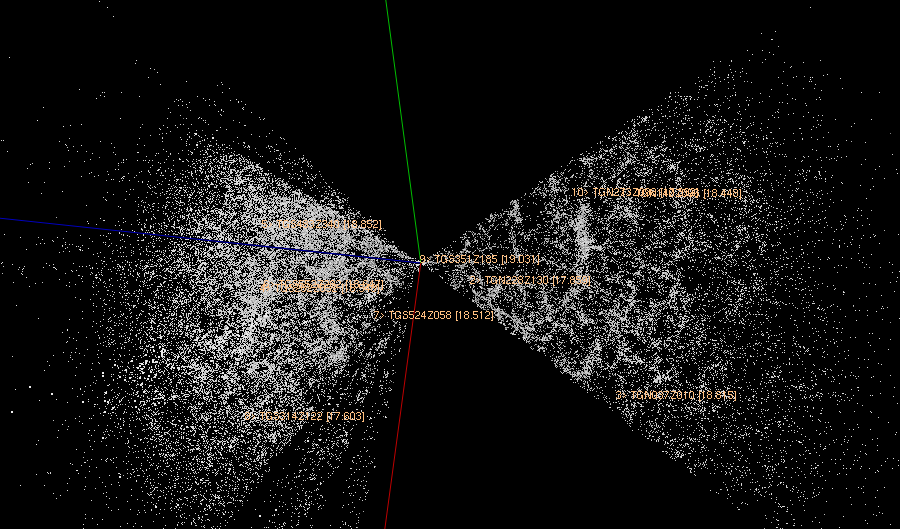
2dFサーベイの観測から描き出された宇宙地図

2dF銀河赤方偏移サーベイ(2dF Galaxy Redshift Survey、2dFあるいは2dFGRSと略される)は、アングロ・オーストラリアン天文台の口径3.9mアングロ・オーストラリアン望遠鏡によって1997年から2002年4月11日まで行われた、多数の銀河の赤方偏移を測定する掃天観測である。このサーベイ観測のデータは2003年6月30日に公開された。このサーベイによって近傍宇宙の一部分について宇宙の大規模構造が描き出された。2009年7月現在、このサーベイは2000年に開始されたスローン・デジタル・スカイサーベイに次いで2番目の規模の赤方偏移サーベイである。マシュー・コレス、スティーブ・マドックスおよびジョン・ピーコックらがこのプロジェクトに関わった。

## 観測の詳細
2dFサーベイは、南北両銀極方向1500平方度の観測を行った。名前の2dFは、観測装置が一度に撮影できる視野がおよそ2平方度 (2 degree field)であることに由来している。
2dFサーベイの観測領域は、それ以前に行われていたAPM銀河サーベイでも観測された領域であった。両銀極方向に対し赤経は75度の範囲、赤緯は北銀極で7.5度、南銀極で15度の範囲がカバーされた。この他、南銀極のまわりに2平方度の領域が数百か所観測された(2dFサーベイデザイン参照。黒丸は2dFのサーベイ領域、赤い格子線で示されているのはAPMサーベイの観測領域)。
2dFサーベイでは、合計382,323天体に対して測光が行われ、そのうち245,591天体について分光が行われた。そのうち232,155天体は銀河であり、12,311天体は銀河系内の恒星、125天体はクェーサーであった。2dFサーベイにのための観測は、5年間272夜に渡った。
このサーベイは、口径3.8mのアングロ・オーストラリアン望遠鏡の主焦点に2dFサーベイ専用のカメラを取り付けることで行われた。このカメラには200本の光ファイバーを備えた分光器がふたつ取り付けられており、同時に400天体のスペクトルを取得することが可能であった。限界等級は19.5等であり、赤方偏移(z)0.3までの銀河のほとんどを観測することができた。このサーベイで観測された宇宙の体積は、およそ108 h-1 メガパーセク3である。ここでhはハッブル定数H0を100で割ったものである。H0は約70 km/s/Mpcである。このサーベイで観測された天体のうち最も大きな赤方偏移を持つ天体までの距離は、600 h-1 Mpcに相当する。

## サーベイ結果

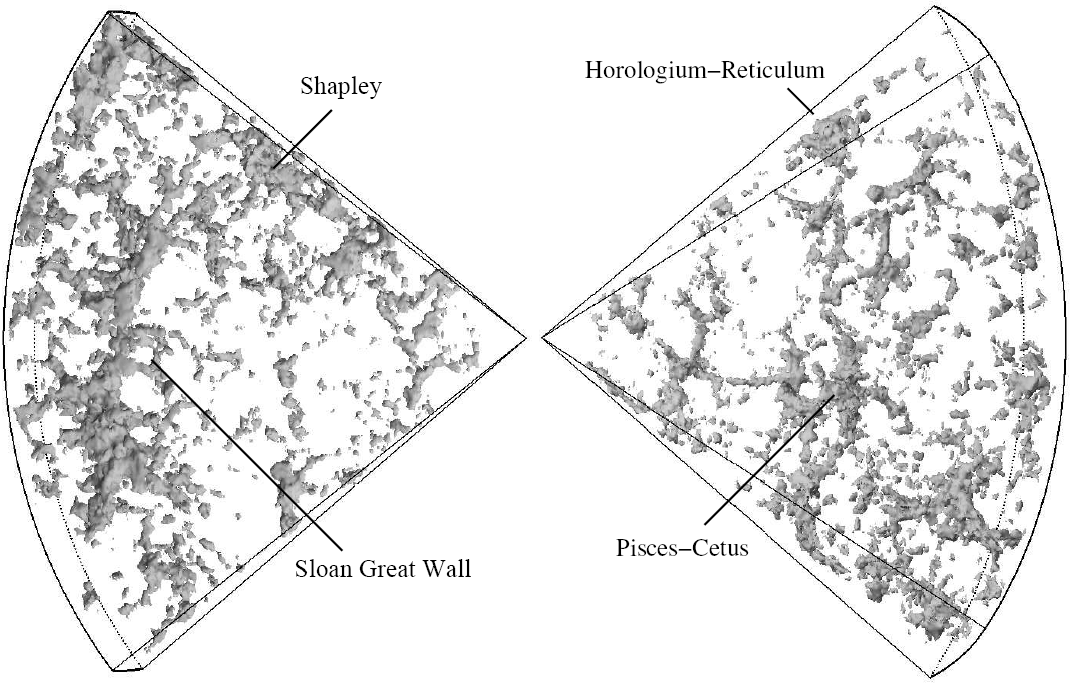
2dFサーベイのデータから作成された近傍領域宇宙地図

2dFサーベイによってもたらされた宇宙論研究に関する重要な結果は以下のとおりである。
- 非相対論的物質（バリオンとダークマターとニュートリノ）の密度パラメータの測定
- バリオン音響振動の検出と、それによるバリオンとダークマターの密度関係の導出
- 重いニュートリノによるダークマターへの寄与の制限。3つの種族のニュートリノの質量の上限を1.8eVとした。

これらの結果は、その他の観測結果、例えばWMAPの結果と合致するものである。これらにより、標準宇宙論モデル（Λ-CDMモデル）が正しいことが確認された。
2dFサーベイは比較的銀河系に近い領域の環境についても重要な情報をもたらした（右の宇宙地図参照）。スローン・グレートウォールと呼ばれる超銀河団は、宇宙の中で現在知られている最も大きな構造である。